# Edmonton–Meadows
Circonscription électorale provinciale du Canada
Edmonton-Mill Creek est une circonscription électorale provinciale d'Edmonton en Alberta, (Canada). 

## Liste des députés
| Députés de l'Assemblée législative d'Edmonton-Mill Creek        | Députés de l'Assemblée législative d'Edmonton-Mill Creek | Députés de l'Assemblée législative d'Edmonton-Mill Creek | Députés de l'Assemblée législative d'Edmonton-Mill Creek | Députés de l'Assemblée législative d'Edmonton-Mill Creek |
| Législative                                                     | Année                                                    | Députés                                                  | Députés                                                  | Parti                                                    |
| --------------------------------------------------------------- | -------------------------------------------------------- | -------------------------------------------------------- | -------------------------------------------------------- | -------------------------------------------------------- |
| Voir Edmonton-Avonmore 1971-1997 et Edmonton-Gold Bar 1971-1997 |                                                          |                                                          |                                                          |                                                          |
| 24e                                                             | 1997-1998                                                |                                                          | Gene Zwozdesky (en)                                      | Libéral                                                  |
| 24e                                                             | 1998                                                     |                                                          | Gene Zwozdesky (en)                                      | Independant                                              |
| 24e                                                             | 1998-2001                                                |                                                          | Gene Zwozdesky (en)                                      | Progressiste-Conservateur                                |
| 25e                                                             | 2001-2004                                                |                                                          | Gene Zwozdesky (en)                                      | Progressiste-Conservateur                                |
| 26e                                                             | 2004-2008                                                |                                                          | Gene Zwozdesky (en)                                      | Progressiste-Conservateur                                |
| 27e                                                             | 2008-2012                                                |                                                          | Gene Zwozdesky (en)                                      | Progressiste-Conservateur                                |
| 28e                                                             | 2012–2015                                                |                                                          | Gene Zwozdesky (en)                                      | Progressiste-Conservateur                                |
| 29e                                                             | 2015–présent                                             |                                                          | Denise Woollard                                          | Néo-démocrate                                            |

## Résultats électoraux
| Élection générale albertaine de 2012 | Élection générale albertaine de 2012 | Élection générale albertaine de 2012 | Élection générale albertaine de 2012 |
| Candidat                             | Candidat                             | Parti                                | # de voix                            |
| ------------------------------------ | ------------------------------------ | ------------------------------------ | ------------------------------------ |
|                                      | Gene Zwozdesky                       | Progressiste-conservateur            | 6,633                                |
|                                      | Adam Corsaut                         | Parti Wildrose                       | 2,193                                |
|                                      | Mike Butler                          | Libéral                              | 1,640                                |
|                                      | Evelinne Teichgrabber                | NPD                                  | 1,336                                |
|                                      | Judy Wilson                          | Parti de l'Alberta                   | 198                                  |
|                                      | Naomi Rankin                         | Communiste                           | 102                                  |
| Total                                |                                      |                                      |                                      |